# Casa tradicional abulense

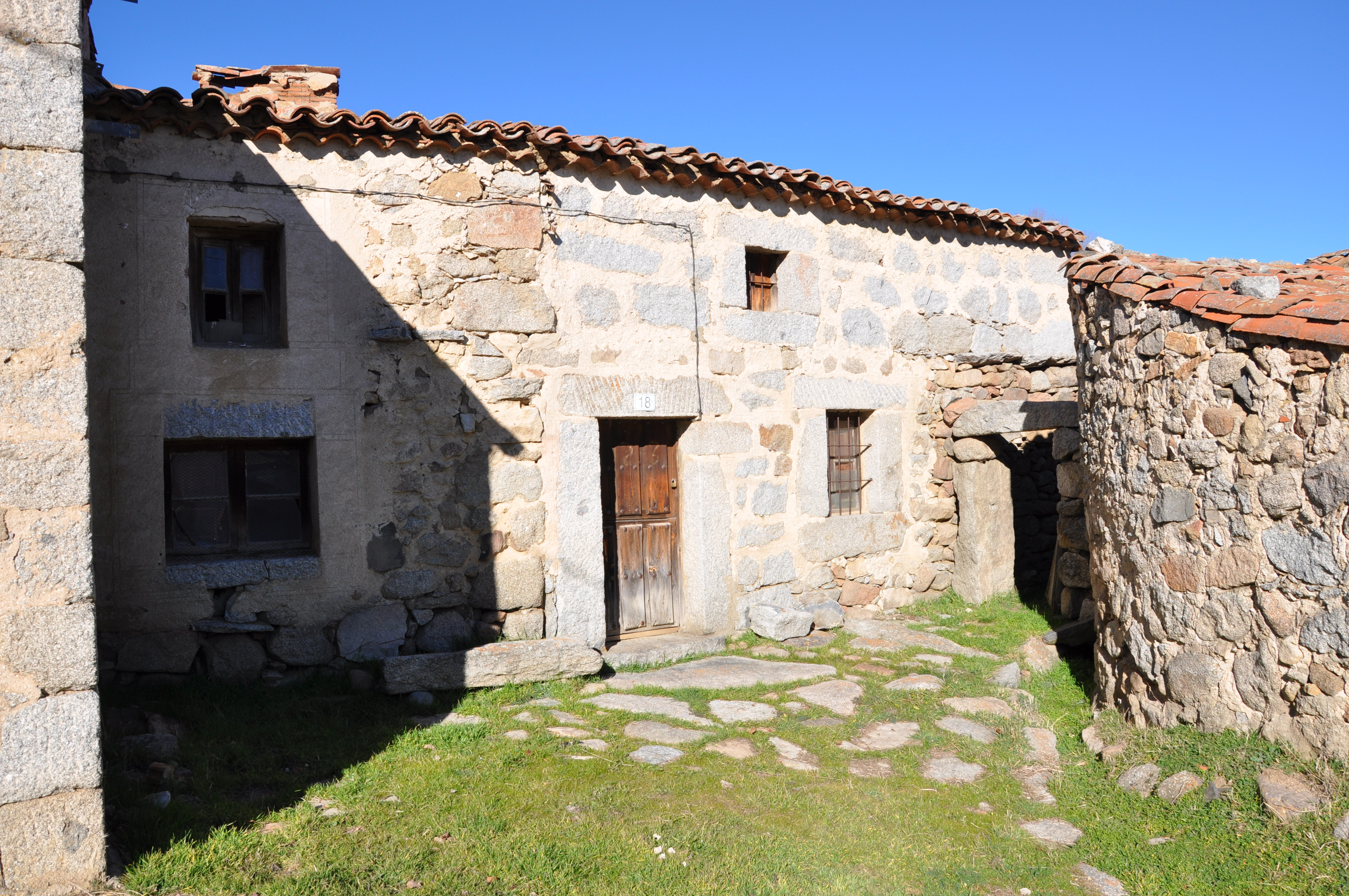
Ejemplo de casa tradicional abulense en Sanchorreja.

La casa tradicional en la provincia de Ávila es un tipo de vivienda propia de la arquitectura popular castellana, con una serie de elementos característicos. Si bien difieren en función de la zona geográfica en la que se encuentren, estas suelen contener los siguientes espacios: portalillo, vestíbulo o portal, cocina, dormitorios o cuartos, la sala, el sobrado o doblado, el almacén-despensa, la bodega y en algunos casos, adosada a la vivienda, la cuadra o establo.

## Tipos de casa

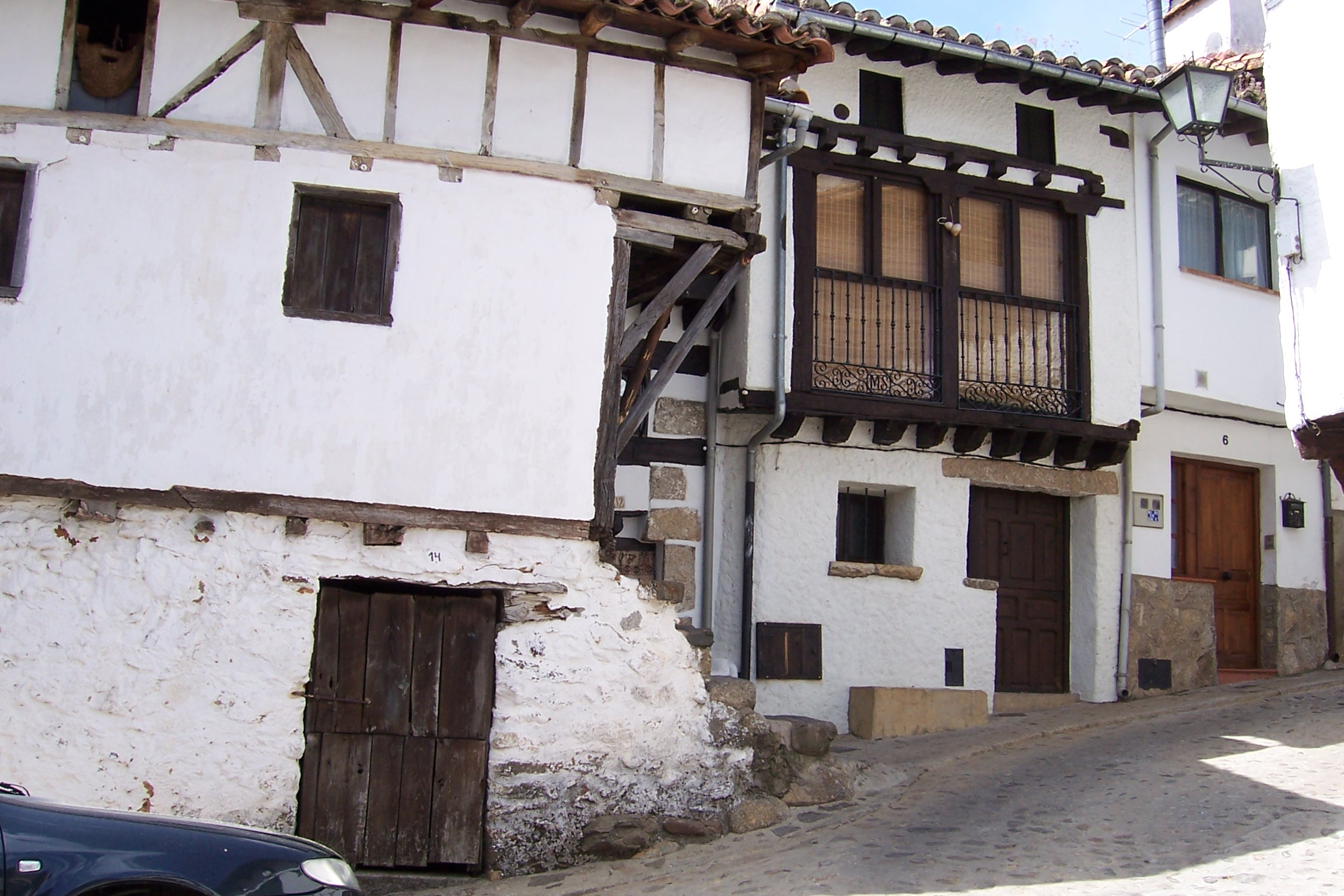
Casas de dos plantas en Guisando en la ladera sur de Gredos

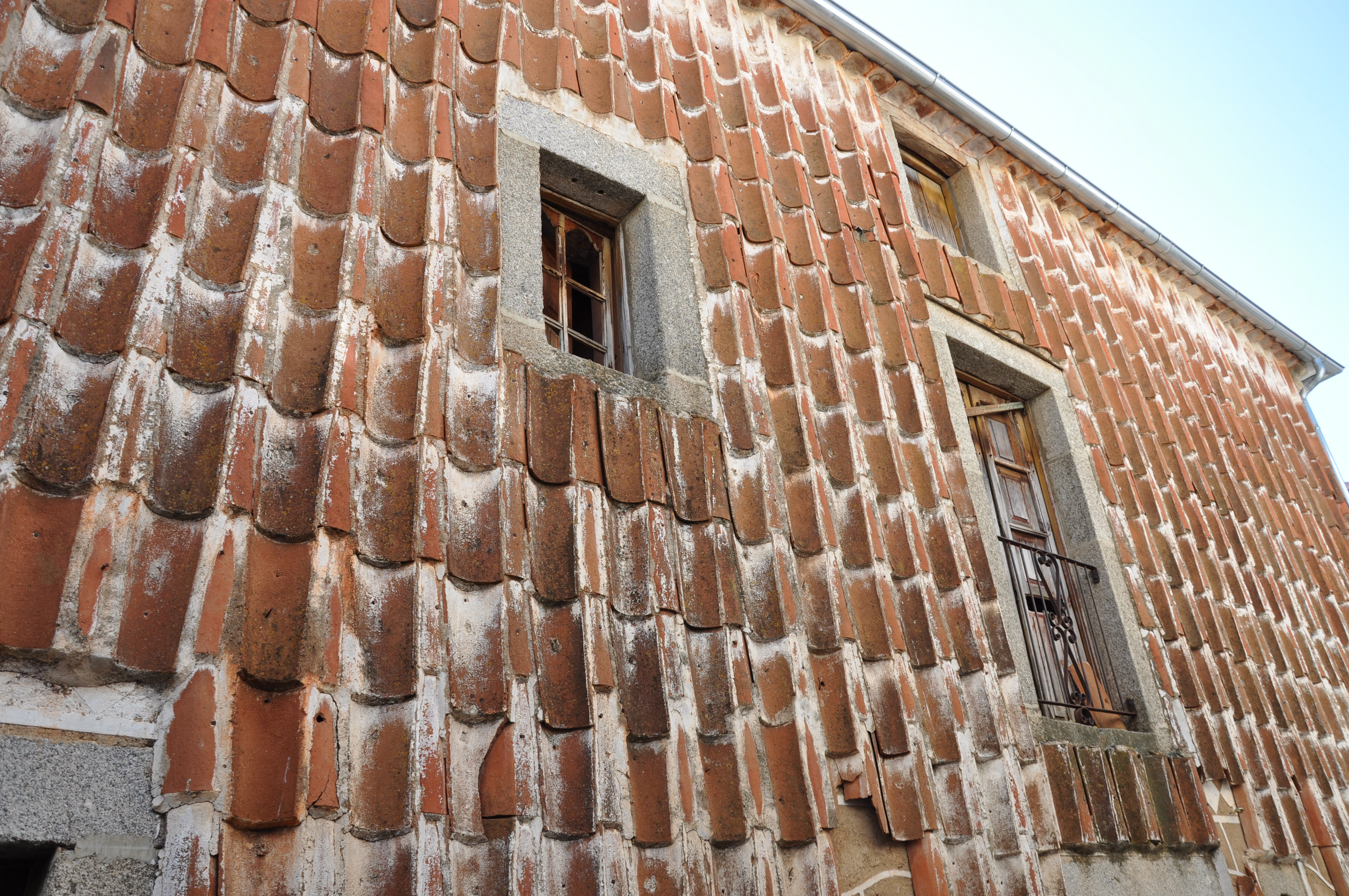
Pared oeste en la zona de Becedas con tejas para evitar humedades

En la provincia de Ávila se distinguen cuatro tipos de casa cuya expansión está determinada por:
- las condiciones del terreno, que influye en la propiedad y a través de ésta imprime sus características a la casa.
- por los materiales que la región ofrece.

1. Las casas de una sola planta, en la ladera septentrional de la Sierra de Gredos.
2. Las casas de dos plantas en la Sierra de Gredos (Alto Tormes).
3. Las casas de dos plantas: La casa de dos plantas con balcón en la vega de El Barco de Ávila. Y la casa de dos plantas con balcón y sótano-bodega en la ladera meridional de la Sierra de Gredos.
4. La casa de una sola planta, de adobe, de ladrillo o de adobe y piedra en el norte de la provincia. (La Moraña y Valle de Amblés)

## El portalillo

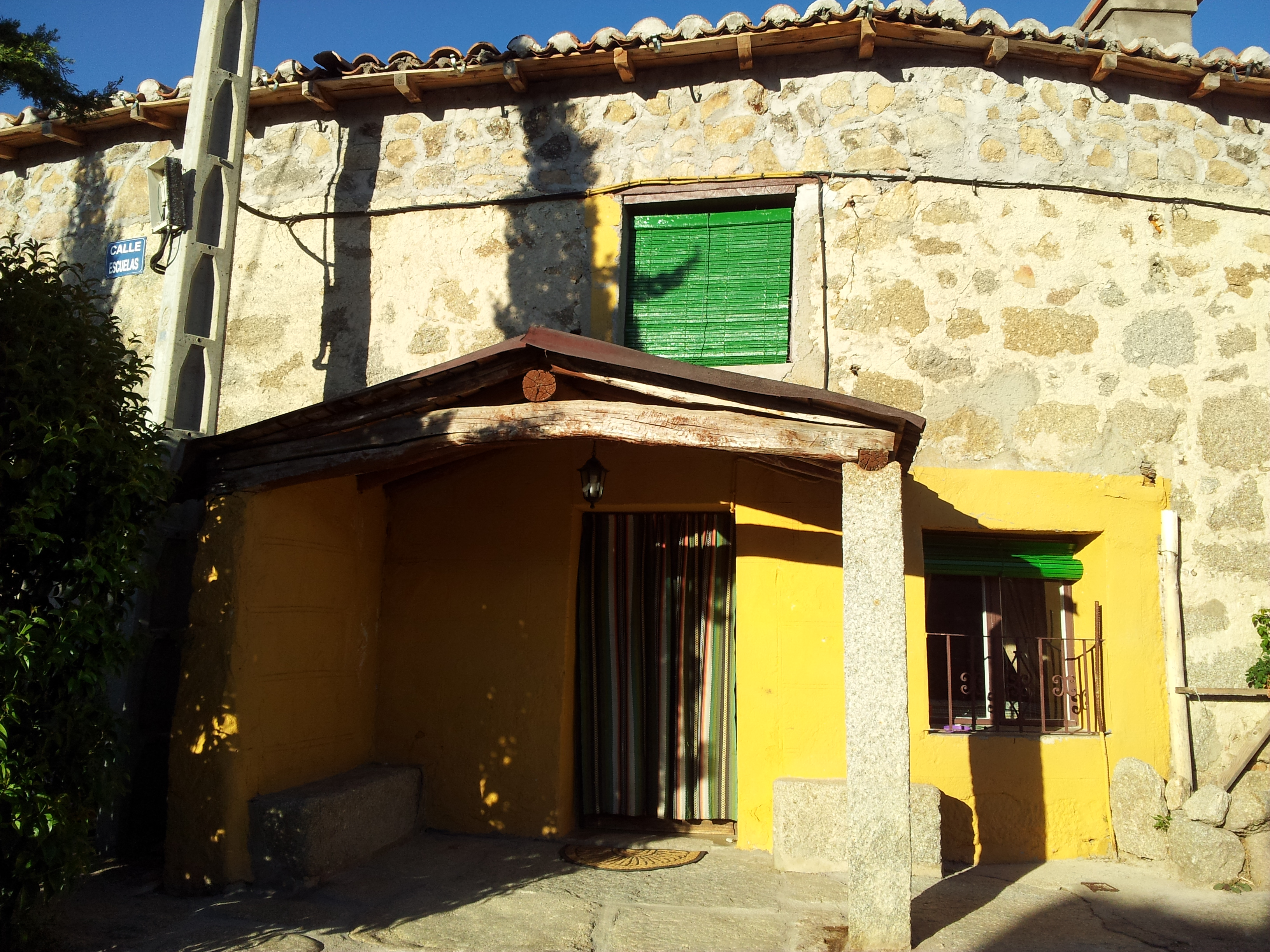
Portalillo rehabilitado en Guareña

En las zonas de montaña es una especie de pórtico configurado con muretes laterales o pies derechos de madera o granito. Junto a la puerta se colocaba un poyo construido con un gran bloque de piedra. Su función era doble, un espacio protegido donde tomar el sol, pero resguardados del viento frío y se protegía la entrada de la vivienda de la lluvia y el barro.

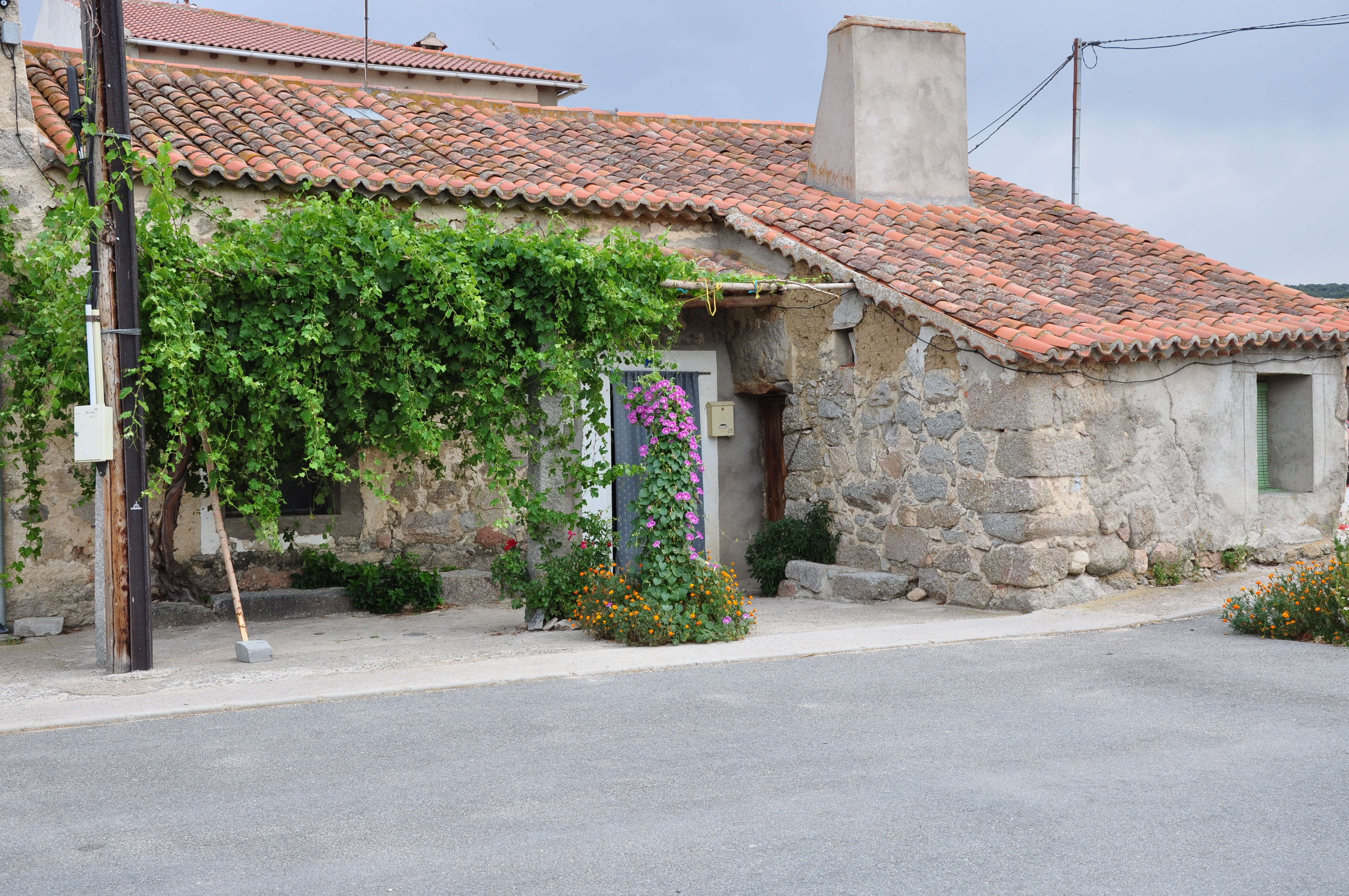
Casa tradicional con su parra en Santa María del Arroyo

## El vestíbulo
Habitación multifuncional que además de su aprovechamiento como recibidor o distribuidor se emplea como almacén de pequeños aperos que se colgaban en las paredes, como estancia donde se realizan pequeños trabajos (en las casas serranas más antiguas, el vestíbulo es el espacio más iluminado cuando se abren las dos hojas de la puerta, pues la casa disponía de un único ventanuco de 20 × 20 cm que se ubicaba en la cocina), y finalmente, en las casas que no disponían de sala, el vestíbulo cumplía también las funciones de espacio social interior. En muchos pueblos de la zona serrana se le denomina también portal y en la cuenca del Alberche se conserva el término mediocasa para referirse al vestíbulo.

## La cocina

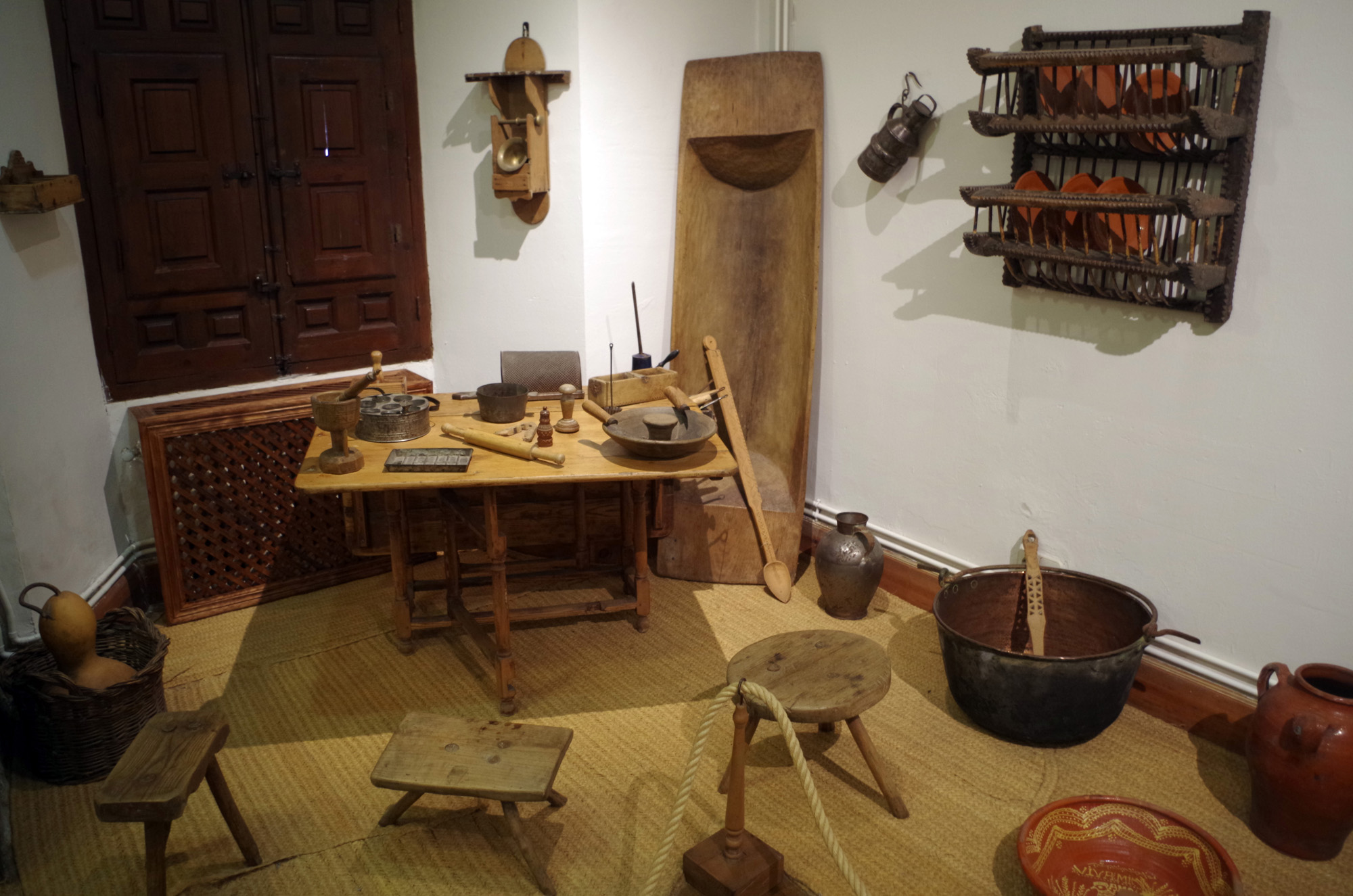
Útiles de una cocina abulense conservados en el Museo de Ávila

Es la habitación más importante de la casa, y la que primero se sitúa en el momento de organizar la distribución.
Las casas primitivas no disponían de chimenea como las conocemos hoy; la lumbre sobre el hogar, alma y símbolo de las casas populares, se preparaba sobre una losa de piedra algo elevada del piso de la cocina. El humo ascendía verticalmente y salía por huecos de la techumbre vegetal, que debía situarse lo suficientemente alta para evitar incendios; es estos huecos se les conoce con el término de lumbreras. Al salir el humo muy lentamente, se acumulaba por toda la vivienda, pero fundamentalmente en las capas superiores, adhiriéndose al entramado de madera y a la barda, consiguiéndose así un cierto efecto protector contra los insectos. Creemos que la incorporación de la chimenea se realizó posiblemente de manera muy lenta y desigual en los distintos territorios de la provincia.

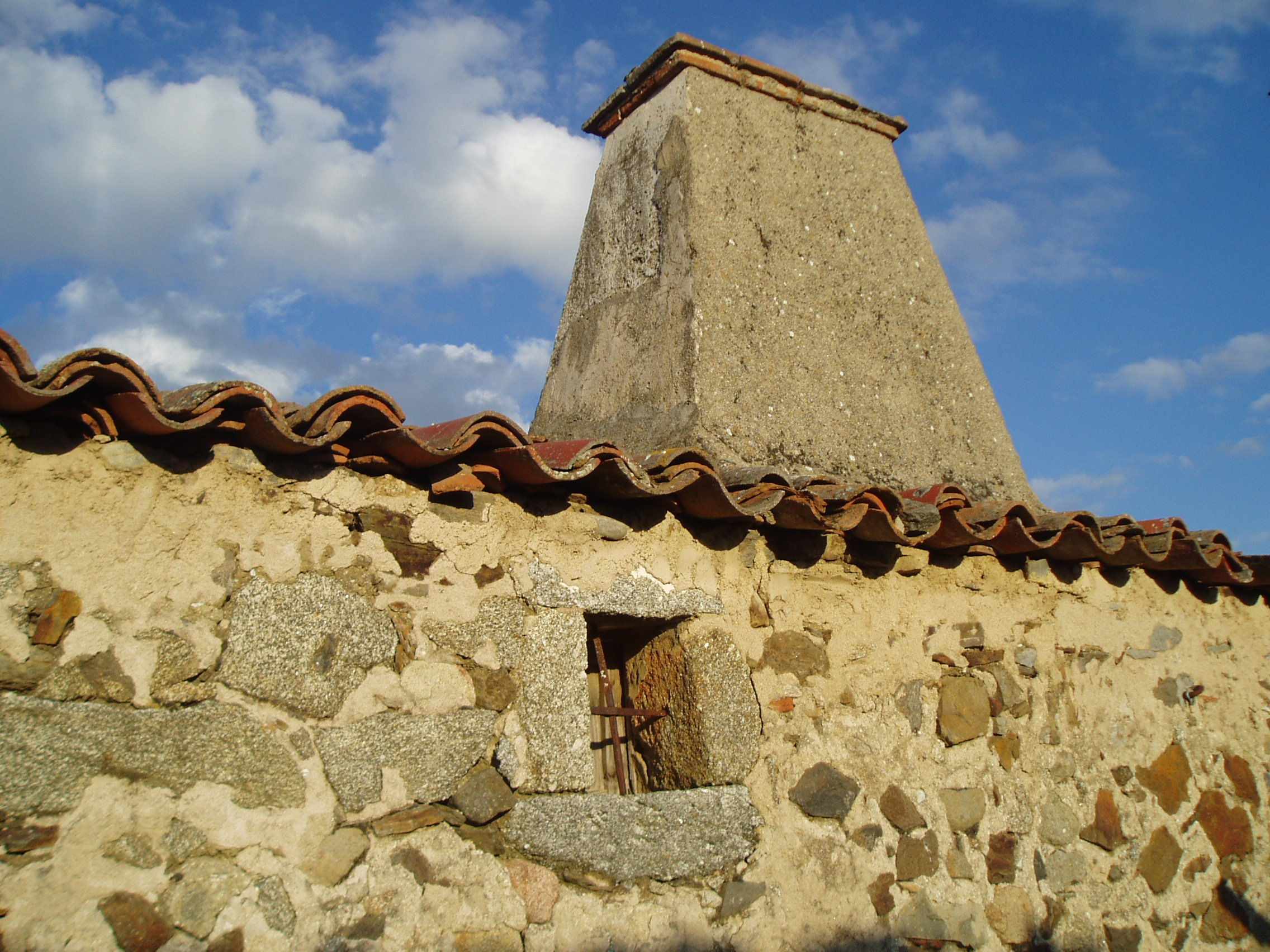
Típica chimenea y ventanuco

La cocina es la dependencia donde se curaba la matanza, donde se convivía. Junto al hogar se encontraban toda una serie de utensilios para dominar y utilizar el fuego, como fuelles, tenazas, trébedes y las llares. El hogar disponía generalmente, de morillos, para sujetar la leña, facilitando la colocación y limitando la zona de combustión. A veces, cuando el trasdós del muro de la cocina lo permitía, se construía un horno para cocer pan.
En todas las casas, junto a las paredes laterales de la cocina, se situaban los escaños, típicos bancos de madera con respaldo, normalmente muy anchos y de longitud variable, que servían para sentar a tres o cuatro personas, pero también se utilizaban para dormir junto al calor que desprendía la chimenea. En la cocina también había banquetas tajos o tajuelos; mesa tocinera y arcas o arcones para conservar algunas provisiones. Si el muro tenía suficiente espesor, se practicaban huecos,  modo de hornacinas, en los que colgaban baldas, constituyendo las alacenas. En las cantareras se colocaban los cántaros con agua que se había recogido previamente en la fuente de la plaza del pueblo. Ha sido relativamente reciente la colocación de fregaderos, que en un principio desaguaban directamente a la calle mediante piezas de granito labradas para esta función.
La chimenea siempre adquiere grandes dimensiones; en muchos casos el hueco en el techo de la cocina ocupa prácticamente la mitad de la superficie. El peso de la campana se soporta sobre una viga de madera empotrada en los muros laterales, que cruza transversalmente la cocina. Las paredes laterales de la chimenea están constituidas por tableros, bien de tabla ancha, colocada en posición vertical, o de tablilla horizontal superpuesta. Con el tiempo, el humo y la ceniza acumulada sobre las paredes forman una capa negra característica.
El suelo de la cocina estaba solado con grandes losas de piedra granítica o losetas de barro. En las viviendas más antiguas el suelo se formaba de barro apisonado. En el tabique de separación entre cocina y vestíbulo se practicaba un pequeño ventanuco para poder observar los movimientos de la entrada en casa.

## Los dormitorios o cuartos
Es el espacio destinado a dormitorio. De reducidas dimensiones, apenas cabe algo más que la cama. En algunos casos, el somier es de madera y se empotra en los tabiques. Los dormitorios se situaban normalmente junto a la cocina, para aprovechar el calor de la chimenea. No disponían de ventilación y el hueco de acceso se cerraba mediante una cortina. Lo más frecuente es que la casa dispusiera de dos dormitorios a los que casi siempre se accedía desde la sala.

## La sala
Es la habitación social y más solemne, donde se recibe a los vecinos, se celebran las fiestas locales o las conmemoraciones familiares. Es el espacio de la casa que más se decora; en sus paredes se cuelgan espejos, estampas, calendarios, las fotos de los familiares en los momentos significativos, constituyendo a veces auténticas exposiciones de imaginería popular.

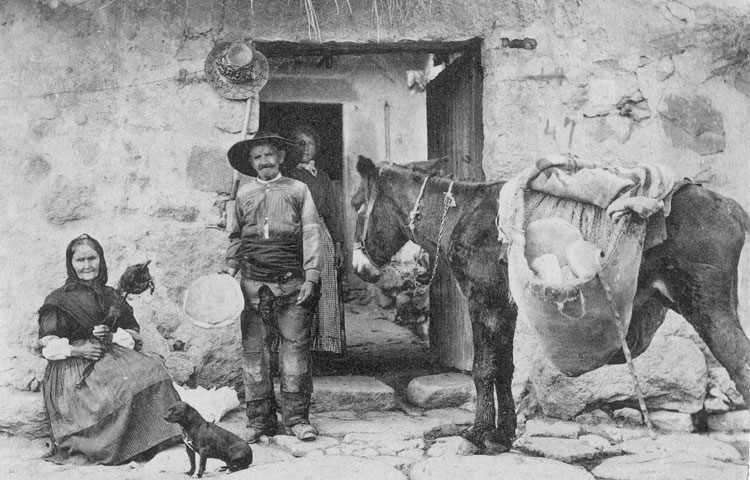
El Panadero

Desde la sala se accede a los dormitorios y por lo tanto siempre se ven las dos cortinillas que preservan la intimidad de los cuartos. La sala siempre dispone de una pequeña ventana abierta al corral o a la calle, que ilumina y ventila esta estancia.

## El 'sobraó' o doblado
Es la parte superior de la casa, justo debajo del tejado. Se utiliza como secadero y almacén de alimentos, por ejemplo cereales, patatas, castañas o acopio de leña. A veces se construye un habitáculo cerrado y protegido para guardar el grano y otros frutos no perecederos , denominado troje o truje. También se utiliza este espacio para dormir en las épocas en que el clima lo permitía. Generalmente no está compartimentado, pero no es un habitáculo exento, pues en el mismo se distribuyen un gran número de pies derechos o soportes que transmiten parte del peso soportado por las vigas de cubierta a los muros de la planta baja. En sus muros se sitúan los ventanucos para regular la ventilación y temperatura. También se puede observar el volumen troncopiramidal de la campana de la chimenea a su paso por el sobrado, normalmente aislada con barro y teja. Se accede desde una escalera empinada de madera, que parte del portal o mediocasa.

## La despensa

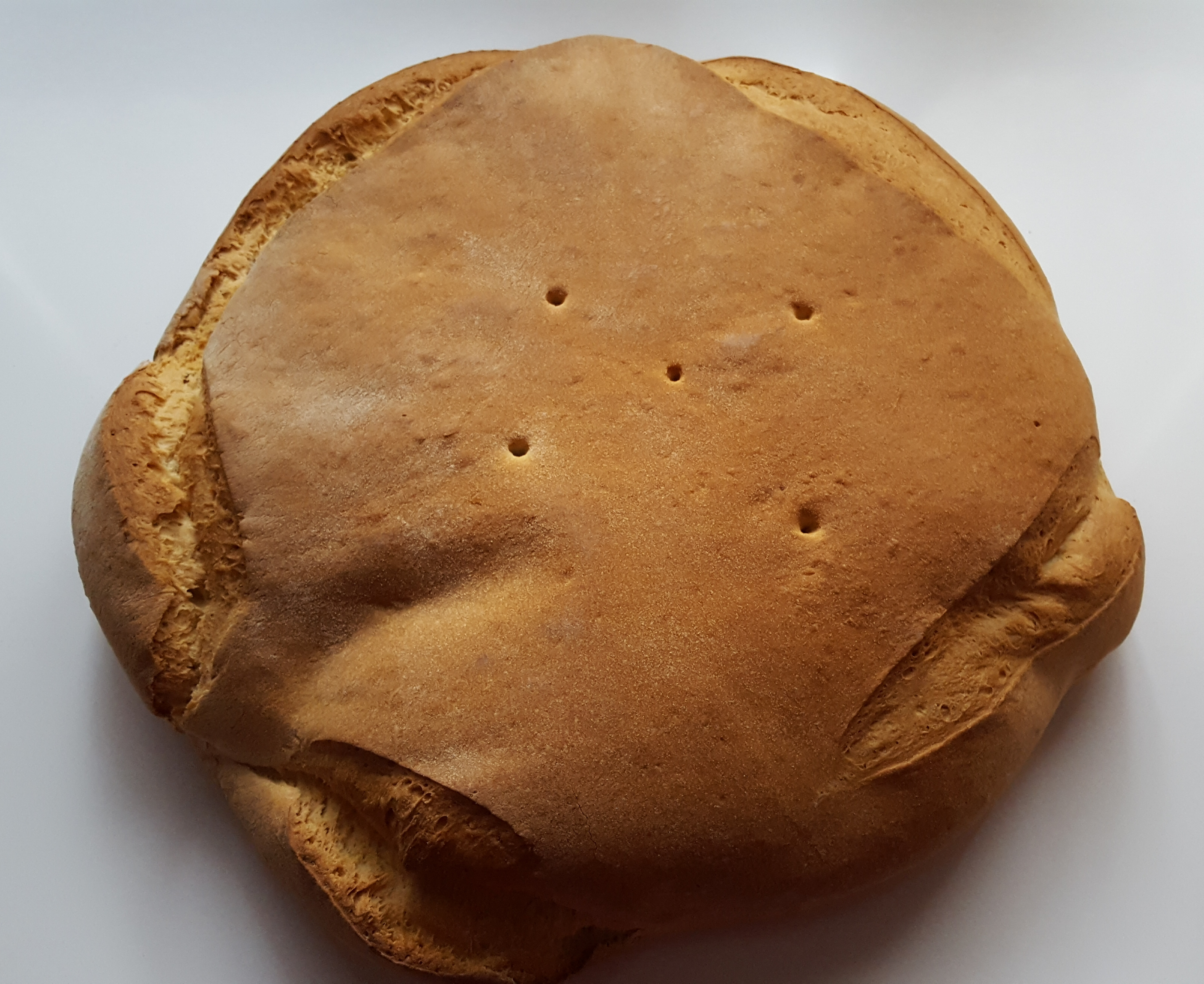
Hogaza de pan

Si bien el sobrado cumple en general la función de espacio de acopio, en ocasiones en la organización interior de la casa, se ha previsto una zona de almacenaje que provea de más seguridad para el consumo que la que aporta el sobrado frente a los roedores, insectos o animales domésticos. Este habitáculo es un cuarto pequeño, sin ventilación y casi siempre, situado en el lugar discreto y controlado, al fondo de la vivienda. En él hay baldas y alacenas y en muchos caso, se observan pequeñas tinajas para almacenar el vino o el aceite, la matanza curada y un arcón para guardar el pan de la semana.

## La bodega
La bodega tuvo una presencia importante en algunas comarcas abulenses donde fue importante la viticultura como en el valle del Alberche, La Gaznata y La Moraña.
La bodega familiar es un recinto no muy grande de la casa, que suele tener una puerta de acceso directo desde la calle para favorecer la descarga de la uva en las típicas seras o espuertas, el trasiego de tinajas de distintos tamaños. Tiene en la mayoría de las ocasiones una puerta de comunicación directa con la vivienda. Es frecuente la construcción de un pequeño hueco de ventilación para evitar el aire viciado producido por los gases de fermentación del mosto.
En la zona inferior, y a lo largo de todo el perímetro de la bodega, se construye una bancada con huecos que servirán para alojar a las tinajas de barro en posición vertical.

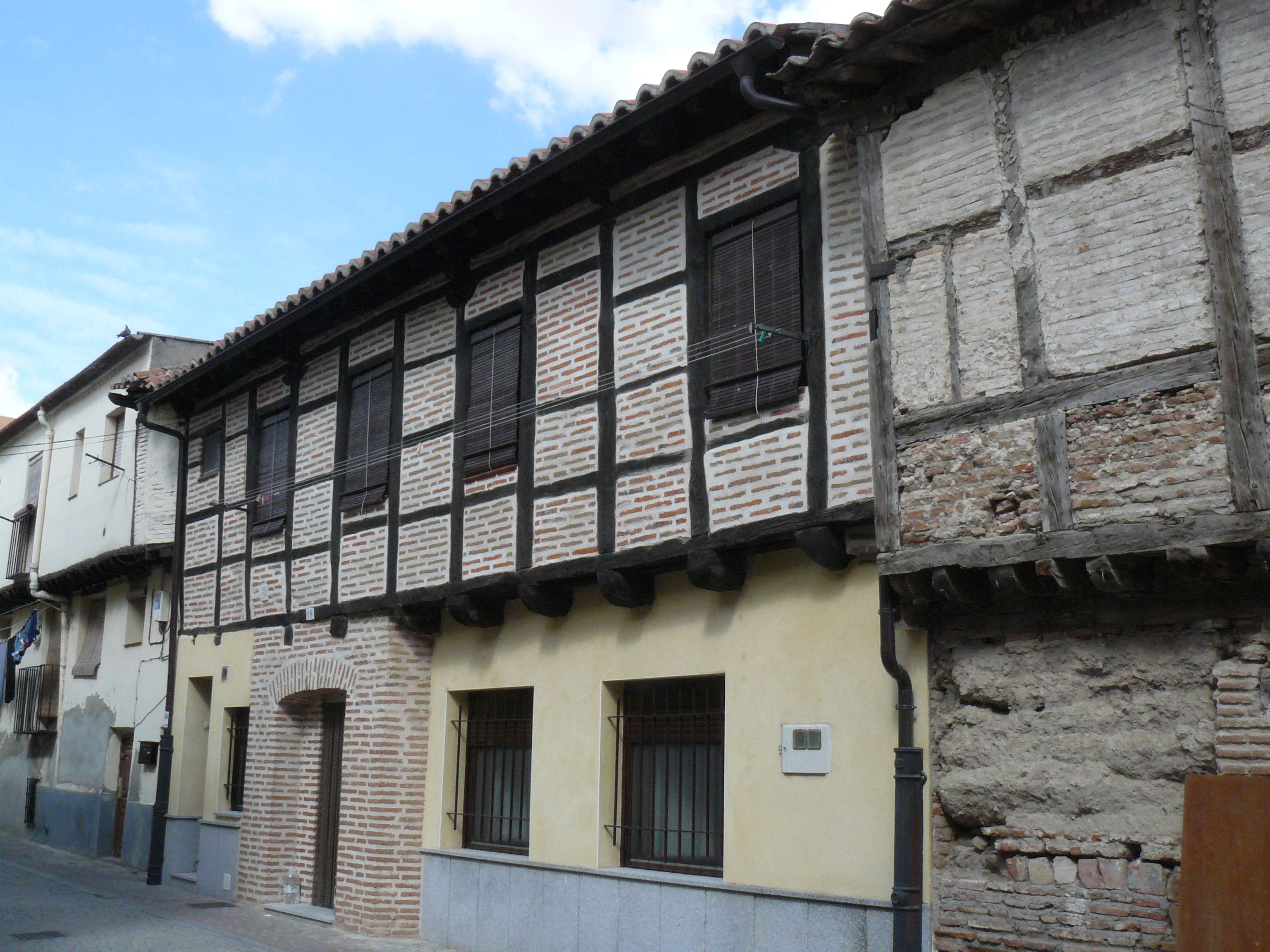
Casa típica en Arévalo

Con la función de almacenar y conservar el vino, se ponía especial cuidado para situar su posición en el conjunto de la casa campesina; se buscaba un lugar relativamente aislado que amortiguara los cambios bruscos de temperatura, y con este fin se procuraba guardarlos en sótanos y semisótanos excavados a media ladera, con objeto de mantener unas condiciones adecuadas para que los caldos fermentasen y se conservasen con garantía, según la tradición vinícola.
Las bodegas grandes disponen de un lagar en el que se pisa la uva, las pequeñas utilizan el mismo suelo de la bodega para realizar esta función; en este caso el mosto se recoge en un hueco situado en el suelo denominado pocillo.

## El corral
Es un espacio sin techar al que se abren todas las dependencias auxiliares de la casa como las cuadras, pocilgas, gallineros, pajar, almacén de aperos, leñera y cobertizo carretero. Si es lo suficientemente extenso, dispone de una zona dedicada a muladar para almacenar de forma provisional el estiércol, y una huerta con la correspondiente parra. También se observan algunos corrales sobre todo en La Moraña, los brocales típicos de los pozos..

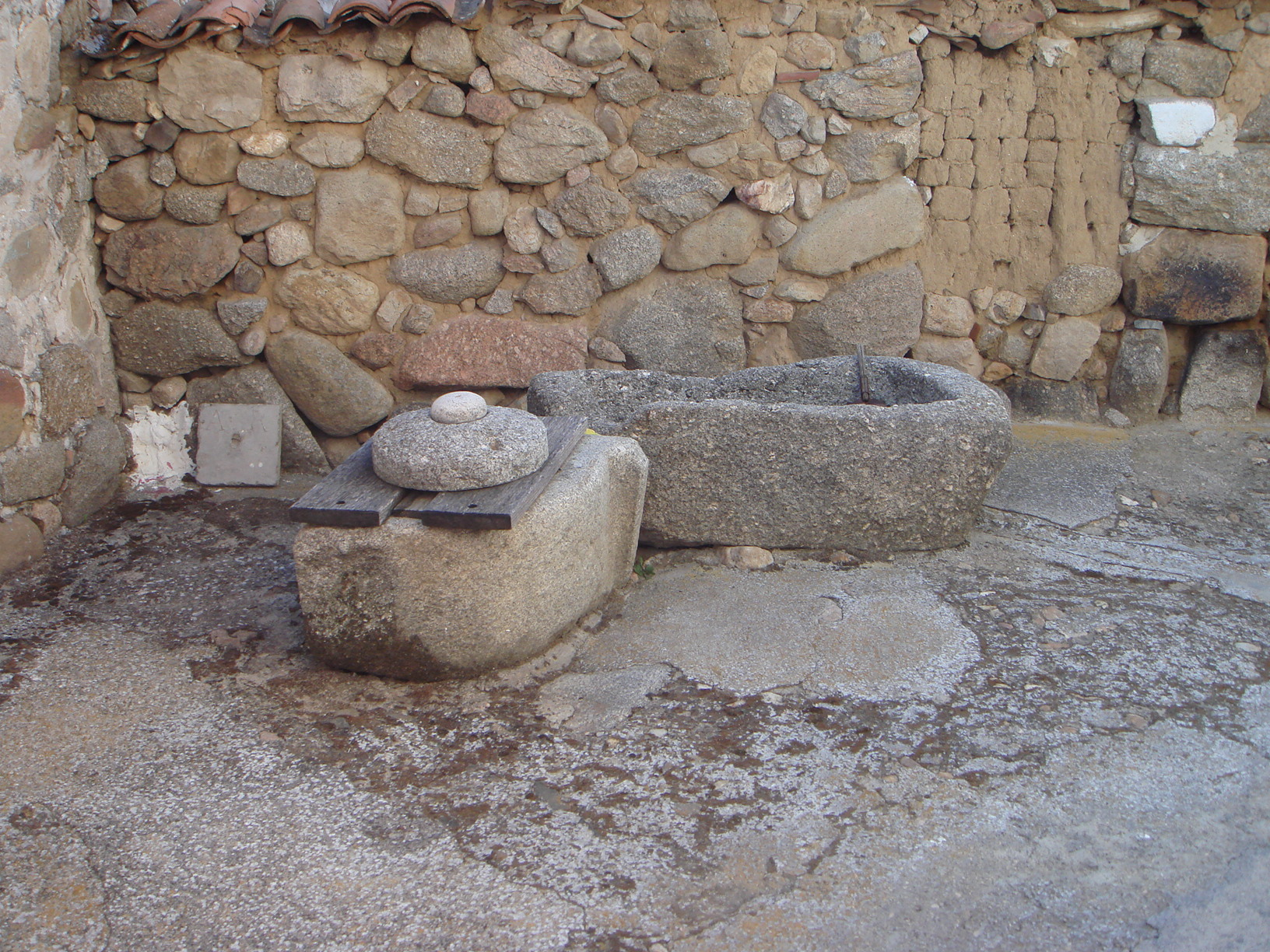
Brocal de pozo y pila de granito en un corral

Con frecuencia se ha enlosado con lanchas de granito parte de la superficie del piso para evitar el barro y limpiar con facilidad el estiércol que producen los animales. Las dependencias que se disponen hacia el corral son construcciones sencillas, a veces abiertas y sujetas con bastos pies derechos de granito, y protegidas con cubiertas de piorno o techadas con teja, denominadas colgadizos en La Moraña y en le Valle de Amblés y cobertizos en el resto de la provincia.
La situación del corral en la parcela es una cuestión determinante, que indica la base cultural desde la que se ha construido la casa y al territorio al que pertenece. Varias son las razones que explican la solución de situar el corral en la zona delantera de la parcela, en las casas de larga tradición ganadera pertenecientes a pueblos situados en zonas altas de sierra, casi siempre construidas a media ladera. En primer lugar buscaban el máximo soleamiento en un clima frío, no sólo para provecho de los campesinos, sino también de sus valiosos animales; consecuentemente orientaban la casa al mediodía, y para que esta no proyectase sombra en el corral ni al ganado, disponían la casa y la cuadra adosadas y orientadas al sur. Otra razón es el carácter funcional e higiénico; el corral de las casas situadas a media ladera puede recoger mucha nieve y agua, ante esta circunstancia, para facilitar la evacuación sin perjudicar la casa y sus moradores, el corral se ubicaba en la zona más baja, teniendo en cuenta además que el agua se contaminaba al mezclarse con el estiércol. Estas casas tienen su origen en las tinadas o majadas pastoriles primitivas, que dominaban una gran zona de pastos en las zonas elevadas de la sierra y que para su mejor vigilancia se situaban en las cota más altas del pastizal.
En La Moraña, el corral se sitúa en la zona trasera de la casa.

## Las cuadras o establos
Son las dependencias donde se tiene y alimenta al ganado; casi siempre van asociadas a un pajar donde se almacena el heno y la paja recogidos en la temporada. Normalmente a la cuadra se accede desde el corral, pero en ocasiones hemos encontrado accesos desde la vivienda. La cuadra puede ser abierta o cerrada; en el primer caso queda configurada con pilares de granito que soportan una cubierta elemental, a un solo agua. En el segundo caso, la organización es algo más compleja, con recintos para los distintos tipos de ganado, separados mediante tabiques construidos con rollos de madera y tablazón, o con las típicas teleras, que son bastidores rectangulares de madera con varas intermedias. Los pesebres se sitúan, normalmente junto a la pared; los más característicos están fabricados ahuecando grandes troncos de roble o castaño; en La Moraña se realizan con adobe.

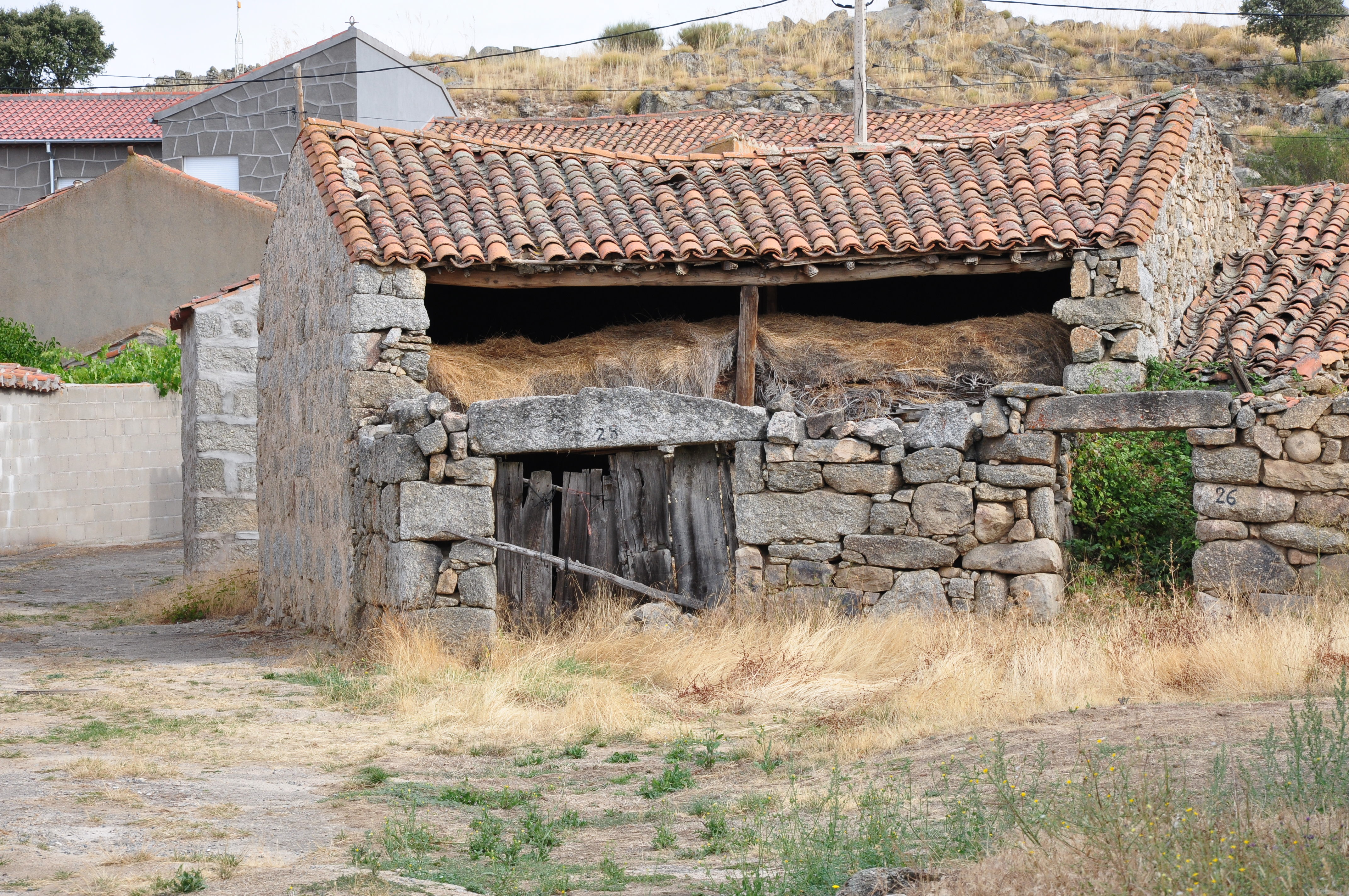
Pajar en Oco en la Sierra de Ávila

Las cuadras se construían adosadas a las viviendas o formando parte del mismo conjunto edificatorio de la casa, hasta que, por razones higiénicas y funcionales, los grandes establos se trasladan a la periferia; el gran volumen de estiércol que producían originaba malos olores, aguas insalubres cuando llovía y materia orgánica que había que retirar continuamente. En las zonas de sierra influyó otro factor de manera determinante; en momentos de crecimiento urbano las cuadras se trasladaron a la periferia, para que en el espacio que ocupan se puedan construir viviendas. Para designar a las cuadras, en algunos territorios de la provincia se emplean términos como encerraderos, majadas, teñas o teñados; en la zona del Aravalle se denominan casillas.
Cada tipo de ganadería tiene asignada una zona en la cuadra. En la cuenca media del Alberche y Pinares, la cuadra de animales de tiro y de leche se ubica en el fondo de la casa.
El ganado porcino se guardaba en unas pequeñas construcciones, las cochiqueras, pocilgas o zahúrdas, que habitualmente estaban aisladas de las cuadras, situándose en el corral, junto a la casa. En el Valle del Tiétar era habitual alojar las zahúrdas en la cuadra de la planta inferior, bajo la escalera.
En muchas ocasiones, en la cuadra se construye un segundo piso de tablas que no suele ocupar toda la superficie, el pajero o payo, en donde se almacena el heno que servirá para alimentar el ganado estabulado o el material con el que formar la cama y mejorar las condiciones higiénicas y de limpieza de la cabaña.
En el muro de fachada de este segundo nivel de la cuadra se puede observar siempre la presencia de un vano que sirve para trasvasar el heno desde el carro que se sitúa en el exterior. Este característico hueco se denomina bujarda o boquerón en los Valles del Tormes y del Aravalle, y bocín o ventano en La Moraña y en toda la zona central de Ávila, como en el Valle de Amblés y Sierra de Ávila. En la zona de la Sierra de Gredos, las casas tradicionales ganaderas sitúan este vano en la parte posterior de la cuadra-pajar, configurando imágenes muy típicas de bujardas alineadas.

## La panera y el granero
La panera es un almacén de pequeñas dimensiones para guardar cereal. Desde un pasillo inicial se accede a unos cajones adosados, normalmente dos, de un metro de altura aproximadamente, realizados con fábrica de adobe. En la mayoría de los casos forma parte de construcciones auxiliares que se ubican en el corral trasero de algunas casas morañegas o de las situadas en el piedemonte septentrional de la Sierra de Ávila. 
El granero característico de la tierra llana abulense, es un almacén de grandes proporciones que suele emplazarse fuera del recinto de la casa.